# Герольд, Фердинан (политик)
Фердина́н Геро́льд (фр. Ferdinand Hérold; 16 октября 1828 года, Париж — 1 января 1882 года, там же) — французский политик; сын композитора Луи-Жозефа-Фердинана Герольда; отец писателя и поэта-символиста Андре-Фердинана Герольда; один из создателей французского еженедельника «Ля трибюн» (La Tribune).

## Биография
Получил юридическое образование и учёную степень в 1851 году. Работая адвокатом с 1848 года, смог купить в 1854 году адвокатское место в Государственном совете и кассационном суде. Будучи ярым республиканцем, участвовал в громких политических процессах и привлёк к себе внимание имперских чиновников.
При возврате политического режима к республиканскому строю Герольд был назначен 4 сентября 1870 года секретарём правительства по национальной обороне и, на следующий день, главным секретарём министерства юстиции. На этом посту смог провести большое число реформ на общую пользу: опубликование законов в «Официальном журнале» (Journal officiel); введение свободы профессий книгоиздателей и книжных продавцов; отмену закона об общей безопасности и пр.
В 1871 году был временно министром внутренних дел. В 1876 году стал сенатором. 25 января 1879 года назначен префектом департамента Сены и продолжил реформы, в частности по превращению Франции в светское государство, начиная с устранения религиозных символов в школах и др.

## Творчество
- Manuel électoral, 1851
- Sur la perpétuité de la propriété littéraire, 1852
- Le vote des villes. Étude de statistiques électorales, 1864
- Manuel de la liberté individuelle, 1868
- Le droit électoral devant la cour de cassation, 1869

Многочисленные статьи в газетах («Le Siècle», «la Revue pratique du droit français», «le Journal des économistes» и др.).